# Переименования географических названий в Турции
Переименования географических названий в Турции или изменения топонимов в Турции проводились сменяющими друг друга турецкими правительствами периодически и массово с 1913 года по настоящее время. Тысячи народных или исторических названий в Турецкой Республике или её предшественнице Османской империи были переименованы на узнаваемо турецкие названия в рамках политики тюркизации, на основании того, что они являлись иностранными или вызывающими разногласия, в то время как критики этой политики охарактеризовали её как шовинистическую. Измененные топонимы были как правило армянского, греческого, грузинского, лазского, болгарского, курдского (курманджи и зазаки) арамейского или арабского происхождения.
Усилия Турции по присоединению к Европейскому союзу в начале XXI века привели к уменьшению частоты таких переименований местными органами власти и тем более центральным правительством. В некоторых случаях законодательством были восстановлены названия некоторых деревень (в основном тех, в которых проживает курдское меньшинство). Названия мест, которые формально изменились, часто сохраняются в местных диалектах и языках по всей этнически разнообразной стране.
Эта политика началась в последние годы Османской империи и продолжилась в её преемнице — Турецкой Республике. При кемалистском правительстве были созданы специальные правительственные комиссии по переименованию. В результате были переименованы около 28 000 топографических названий, в том числе 12 211 названий деревень и городов, 4 000 горных, речных и других топографических названий. Большинство переименований произошло в восточных регионах, где этнические меньшинства составляют значительную часть или большинство населения.

## История

### Османская империя
Комитет Союза и прогресса взял бразды правления Османской империи в результате государственного переворота в 1913 году. В разгар Первой мировой войны и в последние годы существования Османской империи, когда проводилась политика этнических чисток немусульманских — греческих, армянских и ассирийских меньшинств, военный министр Энвер-паша издал указ (ферман) 6 октября, 1916 года, в котором говорилось следующее:

Было решено, что провинции, районы, города, села, горы и реки, которые названы на языках немусульманских народов, таких как армянский, греческий или болгарский, будут переименованы в турецкие. Чтобы воспользоваться подходящим моментом, эта цель должна быть достигнута в должное время.
«Главное управление государственных архивов Турецкой Республики, Почтовое отделение провинции Стамбул, № 000955, 23 Kânunuevvel 1331 (6 октября 1916 г.) Указ Энвер-паши»
Указ Энвера-паши не коснулся географических названий мусульманских меньшинств (то есть арабов и курдов) ввиду роли османского правительства в качестве Халифата. Этот указ вдохновил многих турецких интеллектуалов написать в поддержку таких мер. Один из таких интеллектуалов, Хусейн Авни Алпарслан (1877—1921), турецкий солдат и автор книг о турецком языке и турецкой культуре, был вдохновлен усилиями Энвера-паши, написав в своей книге Trabzon İli Lâz mı? Türk mü? (Является ли провинция Трабзон лазской или турецкой?), что:

Если мы хотим быть хозяевами своей страны, то мы должны изменить название даже самой маленькой деревни на турецкое и не оставлять его вариантов на армянском, греческом или арабском языках.
Только так мы сможем раскрасить нашу страну в ее цвета.
Неизвестно, сколько топонимов было изменено в соответствии с постановлением. Конечная всеобъемлющая цель указа не удалась из-за краха османского правительства и судебных процессов над его лидерами в османских и европейских судах за массовые убийства этнических меньшинств, совершенные в 1915 году.
В Турецкой Республике снизился уровень культурных репрессий; однако официальная политика переименования топонимов нетюркского происхождения продолжалась неизменно на протяжении многих лет.

### Турецкая республика
Турецкий национализм и секуляризм были двумя из шести основополагающих принципов Турецкой Республики. Мустафа Кемаль Ататюрк, лидер первых десятилетий республики, стремился создать национальное государство (турецкий: Улус) из остатков Османской империи. В течение первых трех десятилетий существования республики усилия по тюркизации географических названий были постоянной темой. Импортные карты, содержащие ссылки на исторические регионы, такие как Армения, Курдистан или Лазистан (официальное название провинции Ризе до 1921 года), были запрещены (как в случае с Der Grosse Weltatlas - карты, изданной в Лейпциге).
К 1927 году в Стамбуле были переименованы все названия улиц и площадей нетурецкого происхождения.
В 1940 году Министерство внутренних дел издало циркуляр, в котором предлагалось заменить топонимы на исходном или иностранном языке турецкими названиями. Журналист и писатель Айше Хюр отметила, что после смерти Ататюрка в период правления Демократической партии в Турции конца 1940-х и 50-х годов «уродливые, унизительные, оскорбительные или насмешливые имена, даже если они были турецкими, подвергались изменениям. Названия деревень с лексическими компонентами, означающими красный (кизыл), колокол (чан), церковь (килисе; например Кырк килисе) были переименованы. Для устранения „сепаратистских представлений“ были также переименованы арабские, персидские, армянские, курдские, грузинские, татарские, черкесские и лазские названия деревень».
Специальная комиссия по замене названий (Ad Değiştirme İhtisas Kurulu) была создана в 1952 году под руководством Министерства внутренних дел. Она была наделена полномочиями изменять все названия, не входящие в юрисдикцию муниципалитетов, такие как улицы, парки и другие места. В комиссию вошли представители Турецкого лингвистического общество (Türk Dil Kurumu), факультетов географии, языка и истории Университета Анкары, Генерального штаба и министерств обороны, внутренних дел и образования. Комитет работал до 1978 года, и 35 % деревень в Турции были переименованы. Инициатива оказалась успешной: было изменено около 28 000 топографических названий, в том числе 12 211 названий деревень и городов и 4 000 названий гор, рек и других топографических названий. В это число также вошли названия улиц, памятников, кварталов, микрорайонов и других компонентов, входящих в состав тех или иных муниципальных образований. Комиссия была восстановлена после военного переворота 1980 года в 1983 году и изменила названия 280 деревень. Она был снова закрыта в 1985 году из-за неэффективности. Во время обострения напряженности между курдскими повстанцами и турецким правительством основное внимание при изменении географических названий в 1980-х годах было уделено курдским деревням, городам, рекам и т. д.
В 1981 году турецкое правительство обнародовало в предисловии к Köylerimiz — публикации, посвящённой названиям турецких деревень, что:

Приблизительно 12 000 названий деревень, которые не являются турецкими, считаются происходящими от нетурецких корней и идентифицированы как вызывающие путаницу, были исследованы и заменены турецкими названиями, и введены в действие Комиссией по замене иностранных названий, действующей при Генеральном управлении правительства провинций в нашем министерстве.
В разгар этой политики не осталось ни географических, ни топографических названий нетурецкого происхождения. Некоторые из более новых имен напоминали исконные имена, но с пересмотренными турецкими коннотациями (например Ахтамар был изменен на Акдамар).

### Текущая ситуация
Хотя географические названия были официально переименованы в Турции, их родные названия сохраняются и продолжают использоваться на местных диалектах по всей стране. Иногда турецкие политики также использовали исконные названия городов в своих выступлениях. В 2009 году, обращаясь к толпе в городе Гюроймак, президент Абдулла Гюль использовал местное название Норшин. В том же году, говоря о происхождении своей семьи, премьер-министр Реджеп Тайип Эрдоган использовал исконнo греческое название Потамья вместо Гюнейсу.
В Турции были предприняты усилия по восстановлению прежних названий географических терминов. В сентябре 2012 года был принят закон о восстановлении прежних, исконных названий (в основном курдских) деревень. Согласно законопроекту, провинция Тунджели должна была быть переименована в Дерсим, Гюроймак — в Норшин, а Айдынлар — в Тилло. Но власти Турции были против названия Дерсим и подали жалобу в областной суд с требованием отменить решение на том основании, что оно противоречило действующему законодательству.

## Сравнительный анализ
Большинство изменений географических названий произошло в восточных провинциях страны и на побережье восточной части Чёрного моря, где в основном, живут меньшинства. По оценкам независимого исследования этимолога Севана Нишаняна, из переименованных географических названий 4200 были греческими, 4000 курдскими, 3600 армянскими, 750 арабскими, 400 ассирийскими, 300 грузинскими, 200 лазскими и 50 другими. Официальная статистика Специальной комиссии по переименованию (Ad Degistirme Ihtisas Komisyonu) утверждает, что общее количество переименованных деревень, поселков, городов и поселений составляет 12 211. В таблице ниже перечислены провинции(илы) и количество переименованных деревень или городов.
| Илы       | Число | Илы       | Число | Илы           | Число | Илы            | Число | Илы        | Число |
| --------- | ----- | --------- | ----- | ------------- | ----- | -------------- | ----- | ---------- | ----- |
| Эрзурум   | 653   | Кастамону | 295   | Гиресун       | 167   | Амасья         | 99    | Денизли    | 53    |
| Мардин    | 647   | Газиантеп | 279   | Зонгулдак     | 156   | Кютахья        | 93    | Бурдур     | 49    |
| Диярбакыр | 555   | Тунджели  | 273   | Бурса         | 136   | Йозгат         | 90    | Нигде      | 48    |
| Ван       | 415   | Бингёль   | 247   | Орду          | 134   | Афьонкарахисар | 88    | Ушак       | 47    |
| Сивас     | 406   | Токат     | 245   | Хаккяри       | 128   | Кайсери        | 86    | Ыспарта    | 46    |
| Карс      | 398   | Битлис    | 236   | Хатай         | 117   | Маниса         | 83    | Кыршехир   | 39    |
| Сиирт     | 392   | Конья     | 236   | Сакарья       | 117   | Чанкыры        | 76    | Кыркларели | 35    |
| Трабзон   | 390   | Адыяман   | 224   | Мерсин        | 112   | Эскишехир      | 70    | Биледжик   | 32    |
| Шанлыурфа | 389   | Малатья   | 217   | Балыкесир     | 110   | Мугла          | 70    | Коджаэли   | 26    |
| Элязыг    | 383   | Анкара    | 193   | Кахраманмараш | 105   | Айдын          | 69    | Невшехир   | 24    |
| Агры      | 374   | Самсун    | 185   | Ризе          | 105   | Измир          | 68    | Стамбул    | 21    |
| Эрзинджан | 366   | Болу      | 182   | Чорум         | 103   | Синоп          | 59    | Эдирне     | 20    |
| Гюмюшхане | 343   | Адана     | 169   | Артвин        | 101   | Чанаккале      | 53    | Текирдаг   | 19    |
| Муш       | 297   | Анталья   | 168   |               |       |                |       |            |       |

## Существенные переименования топонимов

### Армянские топонимы
Армянские географические названия были впервые переименованы при правлении султана Абдул-Хамида II. В 1880 году слово «Армения» было запрещено использовать в прессе, школьных учебниках и государственных учреждениях, заменяя его такими словами, как «Анатолия» или «Курдистан». Смена армянских имен и названий продолжалась в раннереспубликанскую эпоху вплоть до 21 века. Это включало тюркизацию фамилий, изменение названий животных, изменение имен армянских исторических деятелей (то есть имя видного рода Балянов было скрыто под поверхностной итальянской фамилией Балиани), и изменение и искажение армянских исторических событий.
Большинство армянских географических названий находились в восточных провинциях Османской империи. Деревни, поселения или города, которые содержат суффикс -kert(керт), что означает построенный или построенный кем-то (то есть Манавазкерт- сейчас Малазгирт, Норакерт, Тигранакерт, Ноякерт), -шен, что означает деревня (то есть Араташен, Пемзашен, Норашен) и -ван, что означает город (то есть Чаренцаван, Нахичевань, Татван) — армянские названия. На протяжении всей османской истории турецкие и курдские племена селились в армянских деревнях и меняли местные армянские названия (например, армянское Норашен было изменено на Норшин). Это было особенно верно после геноцида армян, когда большая часть восточной Турции обезлюдела от своего коренного армянского населения.
По оценке Севана Нишаняна, было переименовано 3600 армянских географических объектов.
| Армянское название        | Переименовано на:                     | Заметки |
| ------------------------- | ------------------------------------- | --- |
| Говдун (Govdun)           | Гойдун (Goydun)                       | Армянский: «Коровий дом» |
| Ахтамар (Akhtamar)        | Акдамар (Akdamar)                     | Неизвестного значения Турецкий: Белая жилка |
| Акн (Akn)                 | Эгин (Eğin), позже Кемалие (Kemaliye) | Армянский: «Фонтан» |
| Манавазкерт (Manavazkert) | Малазгирт (Malazgirt)                 | Армянский: «Город Менуа» (назван в честь урартского царя Менуа) |
| Востан (Vostan)           | Геваш (Gevaş)                         | Армянский: «Принадлежащий королю» |
| Гайл-гет (Kayl Ked)       | река Келькит (Kelkit)                 | Армянский : «Волчья река». Деревня Келькит в провинции Гюмюшхане также получила свое название от реки Келькит.                                                          |
| Норашен (Norashen)        | Гуроймак (Güroymak)                   | Армянский: «Новый город». Внесено предложение восстановить прежнее название. Курдская община Гюроймак утверждает, что это коренное курдское название «Норшин» (Norşîn). |
| Джермук (Çermuk)          | Чермик (Çermik)                       | Армянский: от слова тёплый — «Горячие источники» |
| Хачкар (Khachkar)         | Качкарлар (Kaçkarlar)                 | Армянский: Хачкар дословно «крест-камень». |
| Эверак (Everek)           | Девели (Develi)                       | Происходит от армянского слова аверак — «руины». |
| Карберд (Karpert)         | Харпут, позже Элязыг                  | Армянский: «каменная крепость». |
| Ани (Ani)                 | Ани (Ani)                             | Историческая столица Армении при династии Багратуни. Турецкий: «Память»                                                                                                 |
| Севавераг (Sevaverag)     | Сиверек (Siverek)                     | Армянский: «Черные руины» |
| Чабакджур (Çabakçur)      | Бингёль (Bingöl)                      | Армянский: «бурные воды». Турецкий: «Тысяча озер». Чабакджур использовался до 1944 года.Курды называют город Чолиг.                                                     |
| Мецкерт (Metskert)        | Мазгирт (Mazgirt)                     | Армянский: «Большой город». |
| Бердак (Pertak)           | Пертек (Pertek)                       | Армянский: «Маленький замок». |

### Ассирийские топонимы
Большинство изменений ассирийских названий произошло на юго-востоке Турции недалеко от сирийской границы в районе Тур-Абдин. Тур (сир. ܛܘܼܪ ܥܒ݂ܕܝܼܢ) — холмистая область, включающая восточную половину провинции Мардин и провинцию Ширнак к западу от реки Тигр, на границе с Сирией. Название «Тур Абдин» происходит от сирийского и означает «гора слуг (Бога)». Тур Абдин имеет большое значение для сирийских православных христиан, для которых этот регион был монашеским и культурным центром. Ассирийцы/сирийцы Тур Абдина называют себя Сурьяйе или Сурайе и традиционно говорят на восточном арамейском диалекте под названием Туройо.
После ассирийского геноцида ассирийцы региона были высланы, либо уничтожены. В настоящее время в этом регионе проживают около 5,000 ассирийцев.
По оценкам Нишаняна, было переименовано 400 ассирийских географических объектов.
| Ассирийское название                                        | Переименовано на:      | Заметки                                                                      |
| ----------------------------------------------------------- | ---------------------- | ---------------------------------------------------------------------------- |
| Кафро Такстайто (Kafrô Taxtaytô)                            | Эльбегенди (Elbeğendi) | Восточно-арамейский: «Нижняя деревня»                                        |
| Барсомик (Barsomik)                                         | Тютеночак (Tütenocak)  | Назван в честь несторианского патриарха Бар Саумы.                           |
| Мердо (Merdô)                                               | Мардин (Mardin)        | Восточно-арамейский: «Крепости»                                              |
| Ивардо (Iwardo)                                             | Гюльгезе (Gülgöze)     | Восточно-амарейский: «Фонтан цветов».                                        |
| Арбо (Arbo)                                                 | Ташкей (Taşköy)        | Восточно-арамейский: «Коза».                                                 |
| Картмин (Qartmîn)                                           | Яйвантепе (Yayvantepe) | Восточно-арамейский: «Средняя деревня».                                      |
| Кфаргасо (Kfargawsô)                                        | Герджюш (Gercüş)       | Восточно-арамейский: «Защищенная деревня».                                   |
| Кефшенне (Kefshenne)                                        | Каялы (Kayalı)         | Восточно-арамейский: «Камень мира».                                          |
| Бет Забдай (Beṯ Zabday)                                     | Идиль (İdil)           | Назван в честь Бабая Великого, основавшего монастырь и школу в этом регионе. |
| Кисна д’Кефа или Хисно д’Кифо (Xisna d’Kêpha, Hisno d’Kifo) | Хасанкейф (Hasankeyf)  | Восточно-арамейский: «Скальная крепость».                                    |
| Заз (Zaz)                                                   | Избирак (İzbırak)      |                                                                              |
| Анхел (Anhel)                                               | Емишли (Yemişli)       |                                                                              |

### Грузинские и лазские топонимы
Историческая область Тао-Кларджети, включающая современные провинции Артвин, Ризе, Ардахан и северную часть Эрзурума, в XV—XVI веках была центром грузинской культуры и религии. Лазистан и Тао-Кларджети, тогда входившие в состав грузинского княжества Самцхе, были завоеваны Османской империей в середине XVI века. Из-за языковых различий новая османская администрация в своих реестрах Гюрджистанского вилайета (провинции Грузии) адаптировала грузинские географические названия в османско-турецком стиле. Некоторые топонимы были изменены настолько радикально, что определить их первоначальную форму стало практически невозможно. Процесс переименования географических названий османами усилился в 1913 году. После распада Османской империи в 1923 году новое турецкое правительство продолжило старую политику. Первые попытки турецких республиканских официальных лиц изменить грузинские топонимы начались в 1925 году. Изменения географических названий происходили периодически после 1959 года и продолжались на протяжении всего 20 века. Несмотря на то, что грузины составляли значительное меньшинство в регионе, в 1927 году Артвинский губернский совет запретил грузинский язык. Однако жители сохранили использование старых географических названий в разговорной речи.
В период с 1914 по 1990 год турецкие полуавтономные бюрократические режимы переименовали 33 % топонимов в Ризе и 39 % в Артвине.
По оценке Нишаняна, 500 грузинских и лазских географических названий были изменены на турецкие.
| Грузинское и лазское название | Переименовано на:                 | Заметки                         |
| ----------------------------- | --------------------------------- | ------------------------------- |
| Царостави (Tsqarostavi)       | Онджул (Öncül)                    | Грузинский: «Источник родника». |
| Долискана (Dolisqana)         | Хамамлы (Hamamlı)                 | Грузинский: «Пшеничное поле».   |
| Берта (Berta)                 | Ортакёй (Ortaköy)                 | Грузинский: «Место монахов».    |
| Вели (Veli)                   | Севимли (Sevimli)                 | Грузинский: «Поле»/«Луг».       |
| Таоскари (Taoskari)           | Чатаксу (Çataksu)                 | Грузинский: «Врата Тао»         |
|                               |                                   |                                 |
| Макриали (Makriali)           | Кемальпаша (Kemalpaşa)            |                                 |
| Витье (Vits’e)                | Финдиклы (Fındıklı)               | Лазский: «Ветвь»                |
| Атина (Atina)                 | Пазар (Pazar)                     |                                 |
| Музарети (Muzareti)           | Чакирюзюм, Гёле (Çakırüzüm, Göle) | Грузинский: «Закрытое место»    |

| Грузинское и лазское название | Переименовано на: | Заметки                         |
| ----------------------------- | ----------------- | ------------------------------- |
| Шавшети (Shavsheti)           | Шавшат (Şavşat)   | Грузинский: «Земля шавш».       |
| Артануджи (Artanuji)          | Ардануч (Ardanuç) | Лаз-мегрельский: «Бухта Артани» |
| Олтиси (Oltisi)               | Олту (Oltu)       |                                 |
| Кола (K’ola)                  | Гёле (Göle)       | связано с названием Колхиды     |

### Греческие топонимы
Многие из греческих названий происходят с античного периода, из Византийской империи и эпохи Трапезундской империи.
С созданием Османской империи многие из переименованных топонимов продолжали сохранять свое греческое происхождение. Например, современное название «Измир» происходит от греческого Σμύρνη «Смирна», первые два слога фразы «εις Σμύρνην» (произносятся как «Смирнин»), что на греческом означает «в Смирну». Подобная этимология также применима к другим турецким городам с прежними греческими названиями, такими как Изник (от фразы «никейский», что означает «в Никею»), или даже к греческому острову Кос, который по-турецки называется «Истанкёй».
По оценкам Нишаняна, были переименованы 4200 греческих географических топонимов, больше, чем у любого другого этнического меньшинства.
| Греческое название                                                                           | Переименовано на: | Заметки |
| -------------------------------------------------------------------------------------------- | --- | --- |
| Потамия (Potamia)                                                                            | Гюнейсу (Güneysu) | Греческий: «Река». 12 августа 2009 г., говоря о своем семейном происхождении, премьер-министр Реджеп Тайип Эрдоган использовал местное греческое название Потамья. |
| Неа-Фокайя (Néa Phôkaia)                                                                     | Йенифоча (Yenifoça) | |
| Адрианополь (Hadrianoupolis)                                                                 | Эдирне (Edrine) | Греческий: «Город Адриана». Основан императором Адрианом примерно в 123 г. н. э. Стал временной столицей Османской империи после османского завоевания в 1363 г. |
| Каллиполис (Kallipolis)                                                                      | Гелиболу (Gelibolu) | Греческий: «Красивый город». Город был основан в V веке до н. э. |
| Макри (Makri)                                                                                | Фетхие (Fethiye) | Греческий: «длинный». После насильственного обмена населением между Грецией и Турцией, греки Макри были переселены в Грецию, где они основали город Неа Макри (Новый Макри). |
| Каламаки (Kalamaki)                                                                          | Калкан (Kalkan) | До начала 1920-х годов большинство жителей составляли греки. Они покинули город в 1923 г. после насильственного обмена населением между Грецией и Турцией после греко-турецкой войны и обосновались в Аттике, где основали город Каламаки.                                                                                                   |
| Константинополь (Konstantinoupolis)                                                          | Стамбул (Istanbul) | Греческий: «Город Константина». Основан императором Константином в 330 году нашей эры. Современное название Истанбул (Стамбул) происходит от греческой фразы Ис тин Поли (в городе). Различные названия города сосуществовали во времена Османской империи, пока все другие названия, кроме Стамбула, не устарели полностью к концу империи. |
| Неополис (Neopolis)                                                                          | Кушадасы (Kuşadası) | Был известен как Неополис (Новый город) в византийскую эпоху, а позже как Скала Нова или Скала Нуова под генуэзцами и венецианцами. |
| Никея (Nikaia)                                                                               | Изник (İznik) | Назван в честь жены Лисимаха. Никейский символ веры был назван в честь Первого Никейского собора, который собрался в городе в 325 году нашей эры. |
| Никомедея (Nikomedeia)                                                                       | Измит (İzmit) | Назван в честь Никомеда I из Вифинии, который заново основал город в 264 г. до н. э. |
| Синасос (Sinasos)                                                                            | Мустафапаша (Mustafapaşa) | В 1924 году во время насильственного обмена населением между Грецией и Турцией греки города ушли в Грецию и основали Неа Синасос, город в северной части острова Эвбея. |
| Смирна (Smyrna)                                                                              | Измир (İzmir) | Древнегреческий город, расположенный в центральной и стратегической точке на побережье Эгейского моря Анатолии. Греки покинули город после резни в Смирне в 1922 году в Грецию. |
| Принцевы острова - Проти (Proti) - Принкипо (Prinkipo) - Антигони (Antigoni) - Халки (Halki) | Пренс Адалары - Кыналиада (тур. Kınalıada) - Бююкада (тур. Büyükada) - Бургазада (тур. Burgazada) - Хейбелиада (тур. Heybeliada) | В византийский период князья и другие королевские особы были сосланы на острова, а позже туда были сосланы члены семьи османского султана, дав островам их нынешнее название. |
| Теотокия (Theotokia)                                                                         | Гулязи (Gölyazı) | Греческий город, основанный в античные времена. Теотокия: византийское название, город был также известен под своим более поздним греческим названием Апольонт |

### Курдские топонимы
Курдские (курманджи и зазаки) топонимы не были затронуты в Османской империи из-за исламской религиозной ориентации курдов. В республиканскую эпоху и особенно после резни в Дерсиме переименование курдских географических названий стало более распространённым. В эпоху турецкой республики слова «Курдистан» и «курды» запретили. Турецкое правительство статистически замаскировало присутствие курдов, отнеся их к горским туркам. Эта классификация была изменена на новый эвфемизм восточного тюрка в 1980 году.
По оценкам Нишаняна, 4000 курдских географических названий были переименованы.
| Курдское название                  | Переименовано на:                      | Заметки |
| ---------------------------------- | -------------------------------------- | --- |
| Килабан (Qilaban)                  | Улудере (Uludere)                      | Курманджи: «кастелян». |
| Дерсим (Dersîm)                    | Тунджели (тур. Tunceli)                | В сентябре 2012 года был обнародован закон о восстановлении названия провинции Тунджели в Дерсим. |
| Косер (Qoser)                      | Кызылтепе (тур. Kızıltepe)             | Курманджи: «Красная гора». |
| Сакс (Şax)                         | Чатак (тур. Çatak)                     | Курманджи: «Ветка дерева» или «Гора». |
| Илих (Êlih)                        | Батман                                 | |
| Караз (Karaz)                      | Коджакёй (тур. Kocaköy)                | |
| Пиран (Pîran)                      | Дикле (тур. Dicle)                     | Зазаки и Курдский: «Мудрецы» |
| Хени (Hênî)                        | Хани (тур. Hani)                       | Зазаки: «Весна» |
| Дара Хени (тур. Dara Hênî)         | Генч (Genç)                            | Dar — дерево, Hênî — весна |
| Джинч (Genc)                       | Калекёй, Солхан (тур. Kaleköy, Solhan) | Город населен курдами-заза. Название происходит от среднеперсидского گنج «genc», что означает сокровище. Этот город не следует путать с современным городом ''Генч''. Генч был центром провинции Бингёль между 1924—1927 гг. В 1936 году город был перенесен в Дара Хени, где название Дара Хени в конечном итоге было изменено на Генч. |
| Чолиг (Çolig)                      | Бингёль (тур. Bingöl)                  | Значение имени трактуется как где-то в глубокой долине. |
| Чемрекс (Şemrex)                   | Мазыдагы (тур. Mazıdağı)               | Курманджи: «Дорога в Дамаск (Шам)». |
| Норгех (Norgeh)                    | Пазарйолу (тур. Pazaryolu)             | Курманджи: «Место света». |
| Амед (Amed)                        | Диярбакыр (тур. Diyarbakır)            | Армяне также называют город Тигранакерд (арм. построен царем Тиграном). Название «Амида» использовалось римлянами и византийцами. |
| Челемерик или Джуламерк (Colemêrg) | Хаккяри (тур. Hakkari)                 | Согласно правительственным записям в 1928 году, Хаккяри был известен как Челемерик. Армяне называли город Ггмар, что отмечено в «Истории Дома Арцруни» Товмы Арцруни написанном в X веке. |
| Серекание (Serêkaniyê)             | Джейланпынар (тур. Ceylanpınar)        | Курманджи: «Родник (природный источник)». |
| Риха (Riha)                        | Шанлыурфа (тур. Şanlıurfa)             | В греческом тексте IV века город упоминается как Эдесса. Также был упомянут как Эль-Руха в арабском тексте VII века. Город был переименован в Урфу. В 1984 г. Национальное собрание Турции переименовало его в Шанлыурфу, что означает Славная Урфа в честь посвящения города Войне за независимость Турции.                             |